# Kaple Narození Panny Marie (Jenčice)
Kaple Narození Panny Marie v Jenčicích je drobná sakrální stavba stojící na návsi obce Jenčice. Duchovní správou spadá pod Římskokatolickou farnost Třebenice.

## Popis

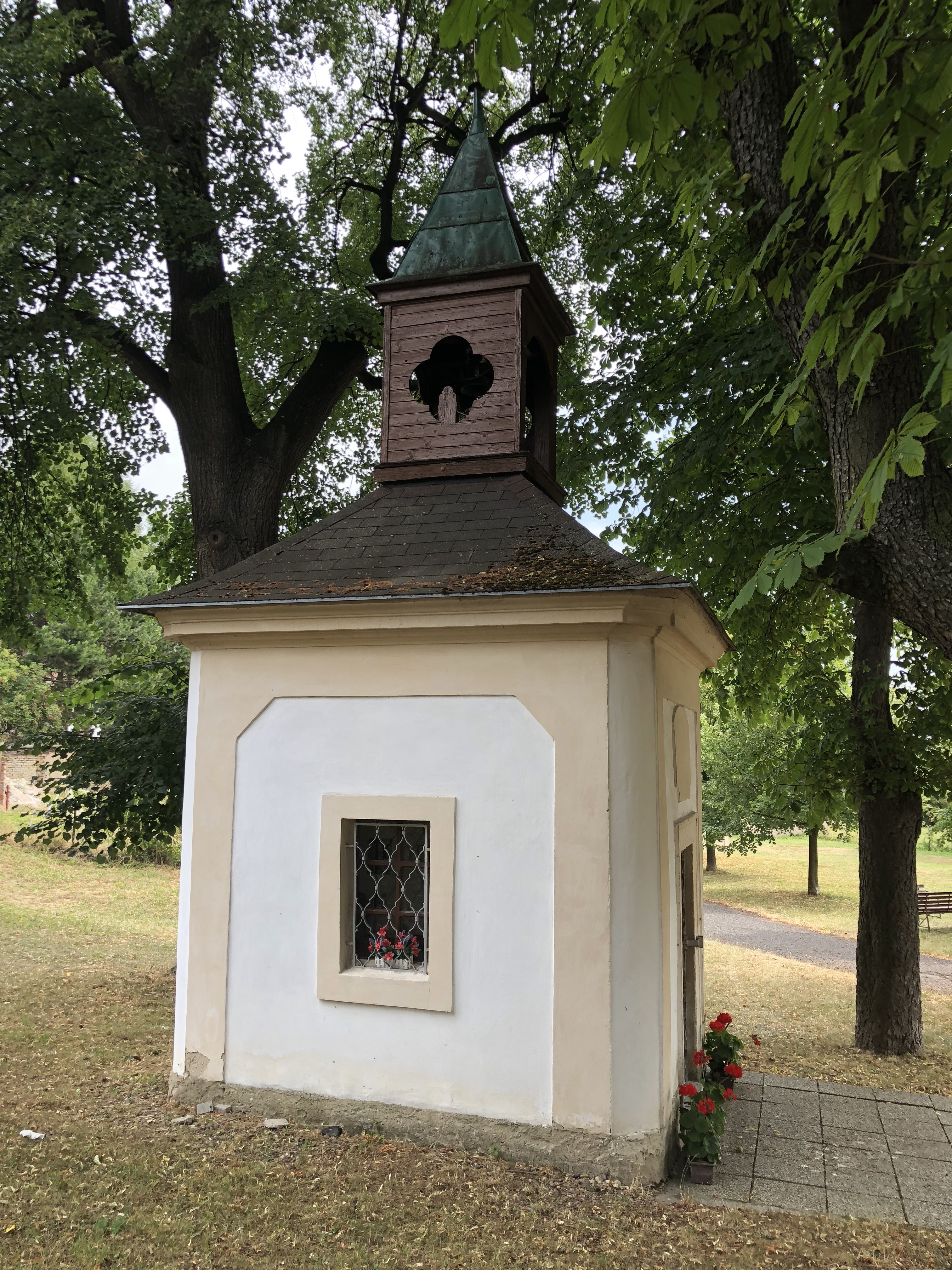
Kaple Narození P. Marie v Jenčicích z boku

Kaple je barokní, čtvercového půdory. Má zaoblené nároží, lizénové rámce, obdélná okna s uchy obdélné dveře se zdobným rámem. Uvnitř je sklenut tzv. plackou.

## Okolí kaple
Nedaleko se nachází kamenný kříž z roku 1832.